# Анероест
Анероест (*'д/н —225 до н. е.) — вождь кельтського племені гезатів. Боровся проти римського загарбання Цизальпійської Галлії.

## Життєпис
Був одним з вождей кельтського племені гезатів з Трансальпійської галії, біля річки Родан (Рона). У 233 році до н. е. галльські племена інсубріів і боїв, опинившись під загрозою поневолення Римською республікою, звернулися до Анероеста по військову допомогу, натомість обіцяли чималу кількість золота для боротьби з Римом.
Проте до Італії він прибуває лише в 225 році до н. е., разом з іншим вождем — Конколітаном. Можливо потрібен був час, щоб зібрати потужне військо, в якому брали участь не лише гезати й інші трансальпійські галли. Військо Анероеста складалося з 50 000 піхотинців, 20 000 вершників, мало бойові колісниці. Тим часом римляни перетягнули на свій бік венетів  та галлів-кеноманів. Таким чином, гезати змушені залишити частину своїх військ у себе в країні, щоб захистити її від можливого нападу ворогів.
Анероест швидко перетнув Альпи, зайняв Цизальпійську Галлію, а потім рушив до Етрурії. Тут переміг римлян у битві при Фезуле (сучасне Ф'єзоле), після чого вирішує перевезти до себе величезну здобич, яку він тільки що захопив. Але на зворотному шляху, він зупинений біля Теламона основними силами римлян на чолі із консулами Луцієм Емілієм Папом та Гаєм Атілієм Регулом. У запеклій битві військо галлів зазнало нищівної поразки — вбито 40 тис. вояків й 10 тис. здалося у полон.
Анероест сховався разом з родиною у своєму таборі. Відчуваючи неминучість полону, вбив дружину і дітей, а потім себе.